# Кавърма
Кавърмата е ястие, печено на фурна в гювечета. Думата е от турски произход, означава „запържен“. Най-често то съдържа месо (свинско и / или пилешко), лук, чубрица, чушки, пипер, сол.
Но при бесарабските българи от Украйна и Молдова се приготвя по коренно различен начин. Това ястие се прави задължително от агнешко месо и се вари в голям казан на огън на открито, добавя се червен пипер и лук. След като месото е готово се изчаква мазнината да се сгъсти, докато лойта придобие оранжев цвят. В Молдова това ястие се прави и от овче или пилешко месо, и се добавя киселина (най-често от обикновен винен оцет).
В части от Северна и Западна Турция кавърма се отнася за зеленчуково ястие. Подобно на други версии, започва със запържване на лук, но след това се добавят нарязани зеленчуци, често включително мариновани зеленчуци, заедно с вода и всичко се готви заедно. Възможно е тази безмесна форма на кавърма да води началото си от по-стари постни ястия от региона. 